# سيبرة
السيبرة (باللاتينية: Siebera) جنس نباتي ينتمي إلى الفصيلة النجمية. يضم نوعا واحدا مقبولا واثنين وعشرين نوعا لم يحسم أمرها بعد.

## من أنواعهاالواطنةفيالوطن العربي
- السيبرة الدقيقة (باللاتينية: Siebera nana)
- السيبرة الشائكة (باللاتينية: Siebera pungens)